# Всё порви, начни сначала. Пост-панк 1978—1984 гг.
«Всё порви, начни сначала. Пост-панк 1978—1984 гг.» (англ. Rip It Up and Start Again: Postpunk 1978-1984) — книга английского публициста Саймона Рейнольдса о музыкальном жанре и эпохе пост-панка. Оригинальное издание книги впервые было выпущено в Великобритании в апреле 2005 года в издательстве Faber & Faber. Американское издание было выпущено в феврале 2006 года издательством Penguin Books. Это укороченная версия, в которой некоторые главы были удалены или сокращены, а также исключено множество иллюстраций, которые присутствуют в английском издании. Сам автор отметил, что это было сделано из соображений экономии места и стоимости. Русское издание было выпущено издательством «Шум» в 2021 году и основано на тексте британского издания.

## Критика и восприятие
В рецензии газеты The Guardian книгу охарактеризовали как «поразительно продуманную, изящно освещающую анархическую тему», добавив, что «Рейнольдс заново осветил для нас этот период, показал нам, насколько увлекательной и полезной она была». В The Observer описали книгу как «убедительное напоминание о том времени, когда умные, озорные, творческие люди создавали группы». Рецензенты The New York Times назвали книгу «в равной степени исчерпывающей и утомительной».
В 2006 году книга также подверглась критике со стороны писателя Клинтона Хейлина в книге на аналогичную тему: «Вот [есть] пост-панк — по крайней мере до того, как Саймон Рейнольдс решил, что это Всё Была Музыка Которая Мне Нравилась, Когда Я Был Молодым, довольно широкий, если не сказать солипсический, взгляд на поп-музыку». Алекс Огг из The Quetus отметил, что Рейнольдс был откровенен в своём музыкальном выборе: «Рейнольдс был достаточно честен, объявив о своём солипсизме, поскольку „Порви всё, начни сначала“ обращается к тем элементам пост-панка, которые ему нравятся».
В январе 2014 года редакция журнала «Афиша» включила книгу Рейнольдса в список 50 лучших книг о музыке.

## Издания
- Reynolds S. Rip It Up and Start Again : Postpunk 1978–1984 :  [англ.] / Simon Reynolds. — London : Faber and Faber, 2005. — XXX, 577 p. : ill., portr. — ISBN 0-571-21569-6. — OCLC 1036851652.
- Reynolds S. Rip It Up and Start Again : Postpunk 1978–1984 :  [англ.] / Simon Reynolds. — New York : Penguin Books, 2006. — XII, 416 p. — ISBN 0-14-303672-6. — LCCN 2005-49348. — OCLC 959554272.
- Рейнолдьс С. Всё порви, начни сначала : Пост-панк 1978–1984 = Rip It Up and Start Again : Postpunk 1978–1984 / Саймон Рейнольдс; перевод Илья Миллер. — Москва : Шум, 2021. — 736 с. : ил., портр. — 3000 экз. — ISBN 978-5-6043513-2-1.